# Tumeur cérébrale primitive
On distingue les tumeurs cérébrales primitives des métastases cérébrales (qui proviennent d'un cancer extra-cérébral). 

## Épidémiologie
Les tumeurs primitives sont moins fréquentes que les métastases.
Concernant les tumeurs primitives et de manière très générale :
- 50 % = tumeurs malignes
- 50 % = tumeurs bénignes

Histologiquement
- 50 % = tumeurs gliales
- 25 % = méningiomes
- 10 % = neurinomes
- 15 % = autres

## Clinique
Le plus souvent, une tumeur cérébrale se présente sous une des 3 formes suivantes :
1. Déficit neurologique focal d'apparition subaiguë (c'est-à-dire d'apparition progressive)
2. Crises épileptiques
3. Atteinte neurologique non focale (céphalées, démence, troubles de la personnalité, trouble de la marche)

Les signes généraux d'atteinte cancéreuse (amaigrissement, état fébrile, malaises) sont plutôt évocateurs de métastases cérébrales.